# Juan Francisco Larraín Rojas
Juan Francisco Larraín Rojas (Santiago, Imperio español, 11 de julio de 1788-28 de enero de 1836) fue un abogado, militar y diputado chileno.

## Primeros años de vida
Fue hijo de Francisco de Borja Larraín Lecaros y Agustina de Rojas Gamboa. Fue hermano suyo el exparlamentario Nicolás Larraín Rojas.
Licenciado en derecho de la Real Universidad de San Felipe (1794), doctor en cánones y leyes (1797). Paralelo a sus estudios, mantuvo relación con las milicias patriotas. Llegó a ser teniente del Regimiento de Milicias de Caballería de Sagunto (1795), fue ascendido a capitán en 1807, teniente coronel en 1811 y coronel en 1812. Fue dueño de la hacienda de Aculeo. 

### Matrimonio e hijos
Se casó en 1812 con María Mercedes Gandarillas Aránguiz, con quien tuvo 18 hijos: Rita, María Trinidad, José Basilio, Francisco de Borja, José Patricio, Juan de la Cruz, Juana, Francisco de Borja, Joaquín, Gregorio Máximo, Raimundo, María Dolores, María Mercedes, Luisa, Guillermo, Ladislao, José y Juan Francisco.

## Vida pública
Fue simpatizante de la causa pelucona.
Es elegido diputado representante de Rancagua y Maipo entre 1824-1825. Reelegido diputado, ahora representante de La Victoria y Melipilla (1829-1830, 1831-1834 y 1834-1837).
Su cuñado, Joaquín Gandarillas Aránguiz, lo reemplazó en el Congreso en 1825, por la zona de Rancagua y Maipo.